# FUZ
FUZ (англ. Fuzzy planar cell polarity protein) – білок, який кодується однойменним геном, розташованим у людей на довгому плечі 19-ї хромосоми. Довжина поліпептидного ланцюга білка становить 418 амінокислот, а молекулярна маса — 45 679.
| 10         |  | 20         |  | 30         |  | 40         |  | 50         |
| ---------- |  | ---------- |  | ---------- |  | ---------- |  | ---------- |
| MGEEGTGGTV |  | HLLCLAASSG |  | VPLFCRSSRG |  | GAPARQQLPF |  | SVIGSLNGVH |
| MFGQNLEVQL |  | SSARTENTTV |  | VWKSFHDSIT |  | LIVLSSEVGI |  | SELRLERLLQ |
| MVFGAMVLLV |  | GLEELTNIRN |  | VERLKKDLRA |  | SYCLIDSFLG |  | DSELIGDLTQ |
| CVDCVIPPEG |  | SLLQEALSGF |  | AEAAGTTFVS |  | LVVSGRVVAA |  | TEGWWRLGTP |
| EAVLLPWLVG |  | SLPPQTARDY |  | PVYLPHGSPT |  | VPHRLLTLTL |  | LPSLELCLLC |
| GPSPPLSQLY |  | PQLLERWWQP |  | LLDPLRACLP |  | LGPRALPSGF |  | PLHTDILGLL |
| LLHLELKRCL |  | FTVEPLGDKE |  | PSPEQRRRLL |  | RNFYTLVTST |  | HFPPEPGPPE |
| KTEDEVYQAQ |  | LPRACYLVLG |  | TEEPGTGVRL |  | VALQLGLRRL |  | LLLLSPQSPT |
| HGLRSLATHT |  | LHALTPLL   |  |            |  |            |  |            |

A: Аланін

C: Цистеїн

D: Аспарагінова кислота

E: Глутамінова кислота

F: Фенілаланін

G: Гліцин

H: Гістидин

I: Ізолейцин

K: Лізин

L: Лейцин

M: Метіонін

N: Аспарагін

P: Пролін

Q: Глутамін

R: Аргінін

S: Серин

T: Треонін

V: Валін

W: Триптофан

Кодований геном білок за функцією належить до білків розвитку. 
Задіяний у таких біологічних процесах, як транспорт, транспорт білків, біогенез та деградація війок, альтернативний сплайсинг. 
Локалізований у цитоплазмі, цитоскелеті, клітинних відростках.